# Kirsten Madsdtatter
Kirsten Madsdatter (zm. 1613) – kochanka króla Danii Christiana IV, matka jednego z jego trzech uznanych synów króla Christiana Ulrika Gyldenløve.
Kirsten Madsdatter była prawdopodobnie córką burmistrza Kopenhagi Mathiasa Hansena, choć nie jest to pewne. Początkowo była damą dworu królowej Anny Katarzyny. Związek z królem rozpoczął się niedługo przed śmiercią królowej – syn Kirsten urodził się w 1611 roku, a królowa zmarła w roku 1612.
Kirsten zmarła w roku 1613 i została zastąpiona przez kolejną kochankę królewską Karen Andersdatter.